# Bogdan Vlăduță
Bogdan Vlăduță (n. 3 ianuarie 1971, București) este un pictor român.

## Studii
- A absolvit Universitatea de Artă, București în 1996, clasa de pictură a profesorului Ștefan Câlția.
- Din 1996 este asistent la Catedra de Pictură a Universității de Artă, București.
- În 2010 fondează Galeria de Artă Contemporană  „RECYCLE NEST” din București

## Expoziții personale
- 2010 ,Pictură, Galeria  Recycle Nest, București
- 2009, Roma, Expoziție – eseu, Galeria de Artă a Palatului Cotroceni București
- 2008,“Zwei Kunstler aus Rumanien- Aurel Vlad- Skulptur und Bogdan Vladuta- Malerei”/G5/Munchen
- 2008, “Annales Meorum – Rome seen by a peinter”- Galeria Arcade - Bistrița Năsăud
- 2008, “Death to Rome!”- Muzeul Național de Artă - Cluj-Napoca
- 2004, „Arte in Cantiere”, A.A.M./ Architecttura Arte Moderna , Roma
- 1999, „Picturi Extreme”, Galeria Catacomba, M.N.A.R., București
- 1994, “Vladuță”expoziție de pictură, U.N.A.B.

## Expoziții de grup- selecție
- 2010, Depozitul la vedere, Galeria Recycle Nest, București;
- 2010, „Construcții Auxiliare Provizorii”, Galeria Recycle Nest, București
- 2009, 10 Pictori români contemporani, Santiago de Compostela, Spania
- 2007, „Lamentations”- HT003 Gallery/ București
- 2007, participare la Bologna Arte Fiera, Italia / Galeria Posibilă
- 2005, Portretul, Palatele Brancovenesti Mogoșoaia
- 2004, “Nașterea Icoanei – Icoana Nașterii”, Palatele Brâncovenești, Mogoșoaia
- 2003, “Cărți, Muzee, Lumea cu minunile ei”, Palatele Brâncovenești, Mogoșoaia
- 2002, “IOAN ALEXANDRU in memoriam”, Galeria ART, Bistrița Năsăud
- 2002, “Focsani 2002”, Galeria Turn, Focșani
- 2001, “Autoportretul în arta contemporană”, Muzeul de Artă al Banatului, Timisoara
- 2001, “Imagini / Icoane”, Tradiție si prezent, ediția a doua, Galeria Cupola, Iasi
- 2001, “Colecția Regală a României de artă contemporană”, Muzeul Literaturii Române, București
- 2001, “Film despre revista Arta”, Colocviul de critică de artă, Colegiul Noua Europă, București
- 1999, “Kinship and Patrimony” Centrul Cultural Kalinderu, București
- 1999, “The other One”, Dom Kultury, Bratislava
- 1999, “Una Bisanzio Latino”, Salla Bramante, Roma / Italia
- 1999, “Sacralitatea în artă”, Galeria Parlamentului, București
- 1999, “Tineri artiști români”, Muzeul Național de Artă, Chișinău / Moldova
- 1999, “Desen” Galeria Atelier 35, expoziție organizată de Bogdan Vladuță, București
- 1998: “Filocalia”, Muzeul Național de Artă, Cluj
- 1998, “Labirintul”- Instalație, The Tower Gallery, Institutul de Arhitectură, București
- 1998, “Desen” Galeria Atelier 35, București
- 1998, “Sperietoarea de ciori”- Instalație, Otopeni
- 1997, “Spațiu și timp”, Galeria Galla, București
- 1997, “The Sacral + 7 Arts” Galeria Parlamentului, București
- 1997, “Desen în creion” Galeria Apollo, București
- 1997, “Trienala tinerilor artiști”, Muzeul Sticlei, Charleroy
- 1996, “Icon and Dolorism”, Muzeul Colecțiilor, Galeria Catacomba, București
- 1996, Expoziția absolvenților Galeria Apollo, București
- 1995: “Festivalul Național de Filocalie”, Muzeul Național de Artă, Cluj
- 1995, “B.A.E. - a 5-a ediție a Târgului Internațional de Artă, Budapesta
- 1994: “Pas d’accord avec Zeffirelli”- Fresco Performance, Muzeul Kiscelli, Budapesta
- 1994, “Expoziția aniversară a Academiei de Arte Frumoase”, Galeria Barcsay Jeno, Budapesta

## Burse și premii
- 2002, Bursa Vasile Pârvan / 2 ani pentru studii de pictură la Accademia di Romania, Roma
- 1996, Ludwig Stiftung fur Kunst und Internationale Verstandigung / 2 luni bursă la Fundația Ludwig, Aachen
- 1993, premiul oferit de organizatorii expoziției “Europe seen by the Romanian Painters”

## Lucrări în colecții publice sau private din țară și străinătate
- A.A.M. Gallery Collection, Rome/ Italia,
- Cafe Europe - Centro di Arte Contemporanea Collection, Roma/ Italia,
- Muzeul de Artă al Banatului, Timișoara,
- M.N.A.R. București,
- Colecția de Artă U.N.A.B.,
- Colecția Fundației Anastasia / București,
- Colecția Casei Regale a României / București
- Colecția Alexandrei Coropiotou / Atena,
- Colecția Edgar Nicolau / Rheinfelden.
- Colecția Preotului Ioan Bizău / Cluj

## Opera
[…] Deși acele opere se înfățișau cu fundalurile lor întunecate, densificate prin prezența cvasi-bituminoasă a culorii, pe filonul unei constante dimensiuni monocrome, nu era în ele nimic funebru, nu plutea nici cea mai vagă umbră a vreunui presentiment funest asupra acelor viziuni. Chiar și în cazul temelor în aparență mai sumbre, ca acelea din seria sicrielor, în care materialitatea expresionistă a lui Anselm Kiefer se prezenta diluată de Bogdan Vlăduță în lichiditate corozivă, reducând soliditatea spectrală a acelor figuri la memoria larvara, ceea ce precumpanea era puternica rațiune geometrică a unor ambigue și mute prezențe. Era vorba mai curând de un vizionarism care, plecând de la date obiective, recognoscibile – ca monumentele din Foruri, care au supraviețuit timpului, relicvele de bazilici și porticuri, bucățile de zid cu colane ieșite în afară – reușea să propună o viziune diferită asupra ideii de cetate eternă. Acele opera se tranformau, ca prin miracol, într-un fel de pangiric al orașului, după modelul Panathenaikonului închinat de Aristide  Atenei sau,  mai aproape de noi – tot în sfera literarului – după al aceluia dedicat de Leonardo Bruni, la începutul secolului  al xv-lea , Florenței. Dar lucrul cel mai uimitor era recontextualizarea  realizată de Bogdan Vladuta, în acest omagiu al său,  mergând până la a metamorfoza  alchemic cetatea într-o „altă” Romă: Roma devenită Bizanț, tocmai prin acel tip de „synkresis” între antica și noua Roma, pe care artistul reușește sa îl realizeze  transformând extraordinara  confruntare dintre prima Roma și cea de–a doua – înțeleasă în accepțiunea de Constantinopol – într-un paralelism  similar celui trasat de Manuel Crisoloras la momentul de vârf al Umanismului, într-o scrisoare adresată lui Ioan Paleogogul. 
În același timp, această răsturnare de perspectivă, îi dă ocazia artistului de a suprapune peste propria-i cultura  valorile dobandite in decursul experienței sale romane, fără a renunța la specificul identității sale, al culturii și al spațiului său. […]  Francesco Moschini
Bogdan Vlăduță expune la Muzeul Național de Artă Cotroceni, în câteva săli boltite, cu pereți de cărămidă netencuită, mai multe lucrari inspirate de un lung sejur la Roma. S-ar crede că pictorii se duc la Roma spre a descoperi lumina sudului, căci de acolo toți, inclusiv artistul nostru, coboară spre rădăcinile luminii (care nu sunt deloc la răsărit, ci în sud), dar experienta acestui tânăr extrem de interiorizat, artist format la o vârstă încă fragedă, contrazice locul comun. 
Bogdan Vlăduță a descoperit la Roma și în călătoriile sale prin Italia anilor de început de mileniu trei istoria, trecutul mai mult anonim decât pe cel glorificat de cărți, acela al mormintelor antice, al ruinelor unor epoci faimoase. Lucrările sale expuse în salile boltite de la Cotroceni rețin imaginea morții strecurata ca printr-un praf fin, al timpului să zicem, în culori intunecate, dar deloc sumbre. Combinația de lumină și exultanta solara, specifica Italiei, și nostalgie a unor vieți și întamplări încheiate și uitate de mult extrage de sub penelul tânărului artist lucrari care trimit cu gândul la impresioniști, deși tonurile sunt foarte diferite de cele din picturile acelora. Un fel de transparență extrem de sugestivă dă acelor lucrări intunecate o lumină interioară, care colorează altfel, afectiv, lumea privită și reținută de paleta pictorului. Într-un splendid catalog-album editat de I.C.R. și editura Unarte, pictorul transcrie și câteva dintre paginile jurnalului său din timpul sejurului italian, care îl marchează ca artist și ca om, luând cunostință de propriul destin. `Carnea de pe ziduri îmi întărește iubirea pentru uleiuri. 
Aici totul pare să fi fost acoperit cu pigmenți colorati. Subtirimea cerului răzbate prin ochiul tavanului, pe acolo pe unde pătrundeau ploaia și respirau grădinile impluviilor. Totul e imitatie a naturii - adusă elegant pe ziduri cu pat gros de fresca (cam 3-4 cm grosime!). Ce ipocrizie sau ce neșansă să fii tentat de pictura altora, renunțând la natura… Va trebui să uit, o vreme îndelungată, lecția acestora despre pictura, ca mai apoi s-o adaug ceremonios în recuzita sarcofagului meu`, notează Bogdan Vlăduță. Drumul său pornește de la psalmi, pictorul fiind o natura fundamental religioasă, chiar modul în care privește, smerit, lumea demonstrează acest lucru. Bogdan Vlăduță s-a făcut remarcat încă de la expoziția sa de la Catacomba (1999), intitulată `Picturi extreme`, dar a continuat să expuna, rar și temeinic, lucrări care trimit la reflecție asupra adevarurilor esențiale, epurate de tot ceea ce este trecător. 
Astfel sunt și picturile, dar și fotografiile pe care artistul le expune la Cotroceni, totul configurându-se într-o meditație estetică asupra lumii, un fel de alta `vieata a lumii` descifrata pe meleagurile solare ale peninsulei italice. Expoziția mai este deschisa până la mijlocul acestei luni și trebuie văzută neaparat, pentru ca artistul de 36 de ani este unul despre care se va auzi în continuare. Nicolae Prelipceanu
În această perioadă sunt deschise în București două expoziții, pot spune speciale, pe care nu le întâlnim prea des pe simezele săilor noastre. La Muzeul Cotroceni, Bogdan Vlăduță ne oferă experiența sa culturală dupa o bursa de doi ani la Roma, iar în salile de expozitii ale Teatrului National, sala Etaj 3/4, cunoastem experienta Ioanei Batranu in mediul german, dupa un an de bursa la Bamberg. Voi consacra, timp de doua numere, spatiul acestei rubrici celor doua expoziții, întrucât fiecare aduce o experiență artistică proprie în contactul cu alte lumi, vorbesc, mai ales pentru tânara generație, despre importanța cunoașterii, a experiențelor culturale, despre felul în care suntem pregatiți să le asimilăm.
Bogdan Vlăduță este un tânăr plastician a cărui primă expoziție am văzut-o la Galeria Catacomba, în 1999. Aflat atunci doar la trei ani de la terminarea Academiei de Arte din București, am fost surprinsă de maturitatea lui, de siguranța cu care opta pentru un tip de artă în care demonstrația mergea spre o expresie minimala, iar problematica se concentra asupra unei dimensiuni existențiale, ce viza limitele unei experiente totale. La cei 28 de ani, Bogdan Vlăduță ne vorbea despre o experiență trăită numai din perspectiva încercarii finale, acolo unde lucrurile sint importante prin continutul lor spiritual, esente pentru care materialitatea își pierde importanța.
Așa interpretăm urmele mai mult desenate pe scinduri negeluite, siluete și obiecte, într-o geometrie menită a sublinia forma, prezenta estompata a materiei inerte. Pot spune acum, la un interval de sapte ani, când îi văd cea de-a doua expoziție, că Bogdan Vlăduță este tipul de artist ce iși asumă în mod constient acest exercițiu al privitului ca autodefinire, ca o confesiune făcută din perspectiva gravă a existenței. El este tipul de artist ce nu se lasă tulburat de lucrurile trecatoare, de frumuseti ce tin de aparente. Cu asiduitate as spune, întreaga strategie a creației sale țintește confruntarea cu marele necunoscut, cu ceea ce supraviețuiește materialității trecătoare. Și din acest punct de vedere, experienta romană a fost cu siguranță una dintre cele mai apropiate sufletului său. În puține locuri am putea descoperi, înlănțuite într-un firesc tulburator, lumi trecute și prezentul, „consemnând“ o realitate ce dă legitimitate lumii noastre din perspectiva condiției trecătoare pe care ne-o asumăm.
Roma lui Bogdan Vladuta o descoperim in acest tip de perceptie, in care rostul nostru este acela de a recunoaste si a duce mai departe urme ale memoriei colective, ce nu se cer definite de timp si spatiu, ci se perpetueaza prin insasi conditia noastra. in general, Roma se defineste prin simboluri, mai ales prin autoritatea arhitecturii sale, prin gloria imperiala, pe care orasul o poarta si in zilele noastre. Bogdan Vladuta se opreste insa nu la fascinatia provocatoare, obisnuita a „cetatii eterne“. El porneste in aceasta calatorie hotarit sa descopere partea crepusculara a orasului, „locul ce-ti poate... sdat… motivele unei picturi pentru o viata incolo. intr-o astfel de ambianta unde moartea devine fireasca, iar sfatul alaturi de cei adormiti, o prietenoasa apropiere… indemn spre comunicare, poate chiar loc rivnit!?! Cei plecati isi au portretele puse la vedere – se uita unii chiar viu...“, noteaza pictorul pe o schita făcuta la fata locului. Unde descopera artistul nostru acest loc? Aflam din notatiile sale – vizitind columbarii si sarcofage paleocrestine.
Popasul roman a lui Bogdan Vladuta este, in final, un pelerinaj la radacinile crestinatatii. Este asemeni unui parcurs initiatic in incercarea de a descoperi eternitatea, ca o prezenta concreta a existentei noastre. Cei doi ani de experienta petrecuti la Roma au fost rodnici in definirea profilului sau artistic. Viziunea lui asupra Romei s-a concretizat pe trei planuri. Pentru inceput au fost documentele fotografice, jurnalul si schitele de la fata locului, a urmat lucrul in atelier, iar in final, expozitia si un foarte frumos album, in care recunoastem Roma asa cum a vazut-o Bogdan Vladuta. Plastica lui Bogdan Vladuta este una grava. Semnalul era dat inca de la prima sa expozitie personala, dar popasul roman aduce o definire a acestei viziuni atit de personale. Daca in expozitia deschisa la Galeria Catacomba in 1999 el eludeaza in mod constient materia picturala, preferind sugestia, dematerializarea, expozitia de la Muzeul National Cotroceni ne ofera o cu totul alta imagine, chiar daca artistul ramine credincios acelorasi idealuri spirituale.
Un pictor al tenebrelor, al unei perspective atemporale. El are curajul confruntarii, construieste viziunea propriului destin, incearca sa raspunda unor intrebari esentiale, in jurul carora s-au construit marile teme de meditatie ale omenirii. Viziunea lui Bogdan Vladuta isi gaseste repere de-a lungul istoriei artelor, ma gindesc la primii ani ai secolului XlV (1340), cind, la Florenta si Siena, au avut loc o serie de catastrofe, ce au dus la nasterea in pictura a unei noi teme, intitulate „triumful mortii“. Versiunea cea mai cunoscuta se afla intr-un cimitir vechi din Pisa si este atribuita lui Francesco Traini. Chiar daca in felul cum sint figurate nu au nimic in comun, sa ne amintim opera lui Durer, Cavalerul mortii si diavolul, una dintre cele mai frumoase gravuri ale artistului, sau Cimitirul evreiesc al lui Jacob van Ruisdael, din secolul al XVII-lea, lucrare aflata la Galeria din Dresda; am amintit foarte putin din tot ceea ce s-a creat in jurul acestei teme, care reprezinta un apel la meditatie, la faptul ca totul, aici, pe pamint, sta sub semnul vanitatii, nepregatiti fiind pentru marea incercare ce urmeaza pentru fiecare dintre noi.
Acesta este semnalul pe care ni-l da expozitia lui Bogdan Vladuta. Cu fiecare clipa, ne apropiem, ne infatisam goi in fata marelui judecator, asa cum artistul o face in autoportretele prezentate, cu umilinta, cu revolta, fara insa a renunta la intrebarile esentiale, la care inca nu a primit raspuns. Iar din aceasta perspectiva a tensiunii maxime, peisajul roman este perceput ca loc al acestor intimplari. Aici, la Isola Sacra, se petrece intilnirea cu un destin aflat sub semnul anonimatului, in care insa cu totii ne regasim. Aici reverbereaza ceva atit de individual si de comun in acelasi timp, incit, asa cum Roma vazuta de Bogdan Vladuta este, in primul rind, una a timpului nedefinit, tot asa si pictura sa, apasata de tonalitatile grave, de straturile de culoare suprapuse, isi defineste expresia in fulguratii luminoase, intr-o densitate ce solicita acuitatea privirii, lasind cu greu sa se citeasca geometriile severe ale arhitecturii. Exista si aici o apropiere extrem de mare intre urbanitatea orasului si spectacolul vesniciei, descoperit la periferiile sale. in lumina crepusculara, cele doua lumi isi imprumuta una celeilalte formele, expresii ale imaginatiei, in incercarea omului de a uni cele doua planuri ale existentei sale.
Expozitia lui Bogdan Vladuta de la Muzeul National Cotroceni nu sta sub semnul agreabilului, al unui popas duminical obisnuit. Ea rascoleste, este provocatoare si, as spune, incearca sa ne scoata din frenezia superficiala a cotidianului. Maria Magdalena Crișan

## Lucrări de Bogdan Vlăduță- selecție
- „Autoportret”-Când pictez știu că voi muri?-http://www.vladuta.ro/myself.php
- „Proiect de oraș”- http://www.vladuta.ro/metopes.php# Arhivat în 1 mai 2010, la Wayback Machine.
- „Forum roman”-http://www.vladuta.ro/roma-object.php
- „Basilica din Massenzio”- http://www.vladuta.ro/roma-object.php Arhivat în 1 mai 2010, la Wayback Machine.